# Camponotus cognatocompressus
Camponotus cognatocompressus är en myrart som beskrevs av Auguste-Henri Forel 1904. Camponotus cognatocompressus ingår i släktet hästmyror, och familjen myror. Inga underarter finns listade.